# Gordiano III
Marco Antonio Gordiano Pio, meglio noto come Gordiano III (in latino Marcus Antonius Gordianus Pius; Roma, 20 gennaio 225 – Circesium, 11 febbraio 244), è stato imperatore romano dal 238 alla sua morte, avvenuta durante una campagna militare in Oriente contro i Sasanidi.
A causa della sua giovane età (salì al trono a tredici anni e regnò fino a diciannove), il governo dell'impero fu nelle mani di reggenti appartenenti all'aristocrazia senatoriale, che si dimostrarono capaci; Gordiano funse da simbolo dell'unità dell'impero, riscuotendo il sostegno del popolo. La storiografia ne dipinge quindi un ritratto estremamente positivo, forse anche in opposizione al suo successore Filippo l'Arabo.

## Biografia

### Origini familiari

Il giovane Gordiano III sul sarcofago di Acilia

Gordiano era figlio di Antonia Gordiana, figlia di Gordiano I e sorella di Gordiano II, e di un uomo di rango senatoriale: Giunio Licinio Balbo.

### Ascesa al trono (238)
A seguito dell'assassinio dell'imperatore Alessandro Severo a Moguntiacum (l'odierna Magonza), capitale della provincia della Germania Inferior, Massimino Trace fu acclamato imperatore, malgrado la forte opposizione del Senato e l'ostilità della popolazione (235). In opposizione all'esoso governo di Massimino, nel 238 si ribellarono nella provincia d'Africa Gordiano I e Gordiano II (rispettivamente nonno e zio di Gordiano III), i quali furono riconosciuti co-imperatori dal Senato, mentre al nipote fu promessa la pretura, il consolato ed il titolo di Cesare; contemporaneamente Massimino ed il figlio furono proclamati "nemici pubblici". L'azione dei due Gordiani fu, però, repressa in meno di un mese da Capeliano, governatore della Numidia e fedele seguace di Massimino. I due co-imperatori persero la vita, ma la pubblica opinione ne conservò la memoria come di letterati amanti della pace e vittime dell'oppressione di Massimino.
Nel frattempo, Massimino era in procinto di marciare su Roma ed il senato elesse co-imperatori Pupieno e Balbino. Questi senatori non erano personaggi popolari e la popolazione di Roma, ancora scioccata dalla fine dei due Gordiano, pretese che il figlio tredicenne di Antonia Gordiana prendesse il nome del nonno, Marco Antonio Gordiano e che fosse nominato Cesare.
Pupieno e Balbino sconfissero Massimino Trace principalmente grazie alla diserzione di alcune legioni, in particolare della Legio II Parthica, che assassinò Massimino. Il regno di Pupieno e Balbino fu minato fin dall'inizio da ribellioni popolari, dal malcontento nelle legioni ed anche da un enorme incendio che divorò Roma nel giugno del 238. Il 29 luglio Pupieno e Balbino furono uccisi dai pretoriani e Gordiano, giovanissimo, fu proclamato imperatore, riconosciuto anche dal Senato. In suo onore furono organizzati gare sceniche e ginniche.

### Regno (238-244)
Pupieno e Balbino furono colpiti dalla damnatio memoriae; le famiglie senatorie che erano state al potere sotto la dinastia dei Severi mantennero i propri posti e detennero il potere effettivo, controllando il giovanissimo imperatore.
Nel 240 Gordiano dovette subire l'usurpazione del proconsole Sabiniano in Africa: a differenza della rivolta di Gordiano I e Gordiano II, Sabiniano non ebbe il sostegno delle altre province, e la sua rivolta fu sedata rapidamente con la consegna dell'usurpatore.
Tra la fine del 240 e l'inizio del 241 l'imperatore nominò Gaio Fulvio Sabinio Aquila Timesiteo prefetto del pretorio, sposandone la figlia Furia Sabina Tranquillina nell'estate 241. Gordiano pensava così di poter rimediare nel governo del suo Impero alla sua giovane età con un personaggio tanto autorevole e di grande spessore culturale. Timesiteo, infatti, che aveva già dimostrato le proprie capacità nelle amministrazioni di diverse province, era uno dei più colti personaggi del tempo, che il Senato onorò con il titolo di protettore della Repubblica. Come capo dei pretoriani e suocero dell'imperatore, Timesiteo rapidamente divenne di fatto il vero arbitro dell'impero romano.

### Campagna contro i Sasanidi

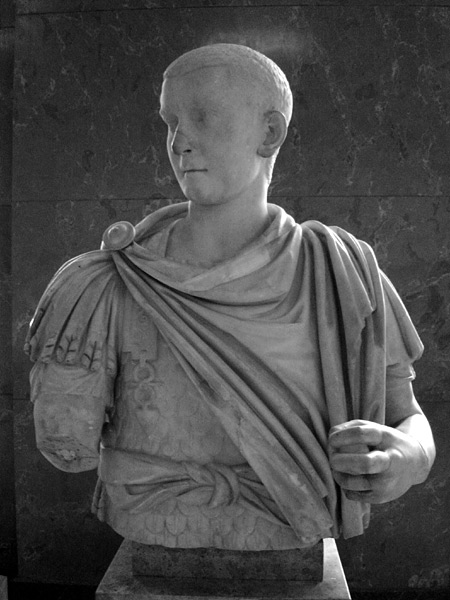
Busto di Gordiano in abbigliamento militare, ritrovato a Gabii (242-244) ed oggi al Louvre di Parigi

Nel III secolo i Sasanidi, che erano succeduti alla dinastia arsacide dei Parti, aumentarono i loro attacchi lungo il confine dell'Eufrate, avendo come obiettivo la riconquista della Mesopotamia settentrionale.
Nel 241 il sovrano sasanide Sapore I, succeduto al padre Ardashir I, invase la regione, conquistando Hatra (oltre che le città di Nisibis e Carre, se queste non erano già state strappate ai Romani dal padre di Sapore, Ardashir I, durante gli ultimi mesi di regno di Massimino). Il giovane imperatore fece aprire, per l'ultima volta della storia, le porte del tempio di Giano e nel 242, dopo aver mobilitato l'esercito, marciò personalmente verso oriente, con il comando effettivo della campagna affidato a Timesiteo e all'altro prefetto del pretorio, Gaio Giulio Prisco. Alla spedizione partecipò anche il filosofo Plotino.
I Romani sconfissero ripetutamente i Persiani, strappando loro Carre e Nisibis e sconfiggendoli nella battaglia di Resena. Gordiano stava progettando la campagna del 244, con la quale avrebbe dovuto attraversare l'Eufrate e invadere il territorio nemico, quando Timesiteo morì di malattia, indebolendo notevolmente la fiducia del principe.
Senza Timesiteo la campagna militare e la sicurezza stessa dell'imperatore furono a rischio. Il prefetto Prisco convinse Gordiano a nominare suo fratello Marco Giulio Filippo (meglio noto come Filippo l'Arabo) nuovo prefetto del pretorio, in sostituzione di Timesiteo. Durante l'autunno e all'inizio dell'inverno le truppe romane avanzarono lungo l'Eufrate.

### La morte (244)

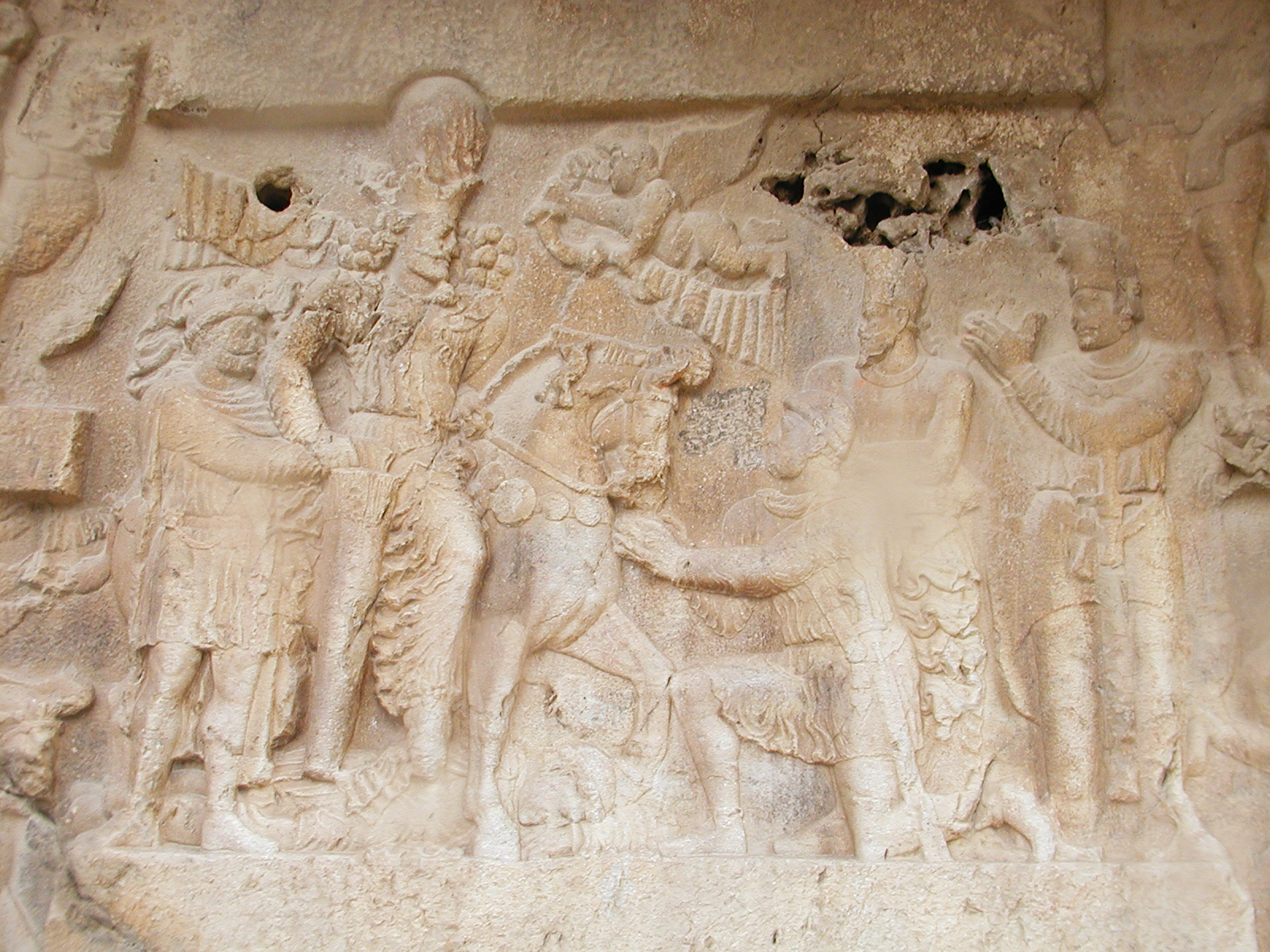
Rilievo a Bishapur celebrante la vittoria di Sapore (Shapour) I sui Romani: Gordiano è calpestato dal cavallo del re Sassanide, mentre Filippo l'Arabo è tenuto stretto da Sapore (Shapour).

Le fonti persiane riportano che, all'inizio del 244, i Persiani e i Romani si scontrarono nella battaglia di Mesiche (l'odierna Falluja), battaglia dall'esito incerto. Sapore I cambiò il nome della città in Peroz-Shapur ("Sapore vittorioso") e celebrò la vittoria con un'iscrizione a Naqsh-i-Rustam in cui affermava di aver ucciso Gordiano.
Le fonti romane, invece, non menzionano la battaglia e suggeriscono che Gordiano sia morto a Circesium, a oltre 300 km a nord di Peroz-Shapur, ma non riportano la causa della morte dell'imperatore, anche se il prefetto del pretorio, Filippo, che gli succedette sul trono, fu spesso descritto come il mandante del suo assassinio. Secondo Zosimo, Filippo appena assunse la carica di prefetto del pretorio, fu preso dall'ambizione di occupare il potere imperiale e fomentò lo scontento dei soldati, inclini alla rivolta. Si racconta che, quando vide che gli approvvigionamenti dell'esercito erano sufficienti, mentre l'Imperatore si trovava con le armate tra Carre e Nisibis, ordinò alle navi che portavano i rifornimenti ai soldati lungo l'Eufrate, di avanzare all'interno, affinché l'esercito oppresso dalla fame e dalla mancanza di viveri si ribellasse. Il piano di Filippo riuscì. I soldati, infatti, circondarono Gordiano e lo uccisero, come unico responsabile della loro rovina.
Secondo la spesso inattendibile Historia Augusta, in seguito alla mancanza di viveri, i soldati avrebbero stabilito che Filippo e Gordiano III avrebbero governato insieme con pari autorità, nominando però Filippo suo tutore. Gordiano III avrebbe reagito prendendo la parola e lamentandosi di fronte ai soldati e agli ufficiali dell'ingratitudine di Filippo nella speranza di far cambiare loro idea, ma invano. Chiese allora ai soldati di votare e fare la loro scelta su chi sarebbe stato il loro imperatore, ma, a causa degli intrighi di Filippo, fu proprio quest'ultimo a spuntarla nel voto. Gordiano III allora chiese invano dapprima che potessero governare insieme con pari autorità, poi che almeno gli fosse attribuita la carica di Cesare o almeno di prefetto; in seguito al rifiuto anche di queste richieste, supplicò che fosse nominato almeno generale e che gli fosse risparmiata la vita. Filippo era propenso ad accettare quest'ultima richiesta, ma poi considerò il fatto che l'intero mondo romano ammirava Gordiano perché era di nobile nascita e aveva liberato l'intero stato da perniciose guerre, dunque, per evitare il rischio che potesse tentare di tornare al trono, per prudenza lo fece uccidere. Altre fonti ricordano che l'esercito romano in ritirata costruì un cenotafio a Gordiano sulla riva dell'Eufrate, a Zaitha.
La possibilità che Gordiano sia morto in conseguenza della battaglia di Mesiche è poco considerata dagli storici. La campagna di Gordiano in Oriente fu infatti presentata come una vittoria; in effetti, i Sasanidi non conquistarono altre città, oltre ad Hatra, e Sapore non intraprese ulteriori iniziative militari per i successivi otto anni.
La giovane età ed il buon carattere, insieme alla morte di suo nonno, dello zio e la sua tragedia personale per mano di un altro usurpatore, accattivarono a Gordiano III il favore popolare e del Senato romano. Malgrado l'opposizione del nuovo imperatore, egli fu divinizzato dopo la sua morte per compiacere il popolo ed evitare ribellioni.